# Reptadeonella sicilis
Reptadeonella sicilis är en mossdjursart som beskrevs av Tilbrook 2006. Reptadeonella sicilis ingår i släktet Reptadeonella och familjen Adeonidae. Inga underarter finns listade i Catalogue of Life.